# René Baumberger
René Baumberger (La Chaux-de-Fonds, 1914. június 15. – 1993. május 4.) svájci nemzetközi labdarúgó-játékvezető.

## Pályafutása

### Nemzeti játékvezetés
Az I. Liga játékvezetőjeként 1955-ben vonult vissza.

#### Nemzeti kupamérkőzések
Vezetett kupadöntők száma: 1.

##### Svájci labdarúgókupa
A svájci JB elismerve szakmai felkészültségét megbízta a döntő találkozó koordinálásával.
| Időpont          | Helyszín               | Mérkőzés típusa     | Mérkőzés                               | Eredmény | Nézők száma |
| ---------------- | ---------------------- | ------------------- | -------------------------------------- | -------- | ----------- |
| 1953. április 6. | Wankdorf Stadion, Bern | első döntő mérkőzés | BSC Young Boys–Grasshopper Club Zürich | 1 : 1    | 38 000      |

### Nemzetközi játékvezetés
A Svájci labdarúgó-szövetség Játékvezető Bizottsága (JB) terjesztette fel nemzetközi játékvezetőnek, a Nemzetközi Labdarúgó-szövetség (FIFA) 1952-től tartotta nyilván bírói keretében. A FIFA JB központi nyelvei közül a németet beszélte. Több nemzetek közötti válogatott és klubmérkőzést vezetett, vagy működő társának partbíróként segített. A svájci nemzetközi játékvezetők rangsorában, a világbajnokság-Európa-bajnokság sorrendjében többedmagával a 30. helyet foglalja el 1 találkozó szolgálatával. Az aktív nemzetközi játékvezetéstől 1955-ben búcsúzott. Válogatott mérkőzéseinek száma: 4.

#### Labdarúgó-világbajnokság
A világbajnoki döntőhöz vezető úton Svájcba az V., az 1954-es labdarúgó-világbajnokságra a FIFA JB kizárólag partbíróként alkalmazta. Partbírói mérkőzéseinek száma világbajnokságon: 2.

##### 1954-es labdarúgó-világbajnokság

###### Selejtező mérkőzés
| Időpont              | Helyszín                 | Mérkőzés típusa           | Mérkőzés           | Eredmény | Nézők száma |
| -------------------- | ------------------------ | ------------------------- | ------------------ | -------- | ----------- |
| 1953. szeptember 23. | Heysel Stadion, Brüsszel | előselejtező (2. csoport) | Belgium–Finnország | 2 : 2    | 10 000      |

#### A magyar labdarúgó-válogatott mérkőzései (1902–1929)
| Időpont           | Helyszín                   | Mérkőzés típusa | Mérkőzés              | Eredmény | Nézők száma |
| ----------------- | -------------------------- | --------------- | --------------------- | -------- | ----------- |
| 1953. október 11. | Ernst Happel Stadion, Bécs | barátságos      | Ausztria–Magyarország | 2 : 3    | 65 000      |

## Külső hivatkozások
- Rene Baumberger. World Referee. [2012. október 5-i dátummal az eredetiből archiválva]. (Hozzáférés: 2011. július 10.)
- Rene Baumberger. zerozerofootball.com. (Hozzáférés: 2011. július 10.)
- Rene Baumberger. footballdatabase.eu. (Hozzáférés: 2011. július 10.)
- Rene Baumberger. scoreshelf.com. [2016. március 10-i dátummal az eredetiből archiválva]. (Hozzáférés: 2011. július 10.)
- Rene Baumberger. eu-football.info. (Hozzáférés: 2011. október 20.)
- Rene Baumberger. weltfussball.de. (Hozzáférés: 2011. július 10.)

| Elődje: Roger Rapin | Svájci labdarúgókupa döntő 1952–1953 | Utódja: Maurice Tasca |

1. ↑  https://eu-football.info/_referee.php?id=202